# Room on Fire
Room on Fire è il secondo album in studio dei The Strokes, pubblicato il 28 ottobre 2003 dalla RCA Records. Il titolo deriva da un testo della canzone "Reptilia".
L'album ha ricevuto recensioni positive alla sua uscita, e ha raggiunto la posizione numero quattro della Billboard 200 (dove ha venduto 597.000 copie entro ottobre 2006 ed è stato certificato disco d'oro) e numero due nella UK Albums Chart. Dall'album sono stati tratti tre singoli: "12:51", "Reptilia", e "The End Has No End".

## Registrazione
Gli Strokes rientrano in studio subito dopo il tour per il loro album di debutto, Is This It. Inizialmente assunsero il produttore dei Radiohead Nigel Godrich, ma lo licenziarono in quanto, a detta della band,"senz'anima". A proposito del fallimento della collaborazione, Godrich disse: "Il problema era che io e [il cantante Julian Casablancas] siamo troppo simili, siamo entrambi maniaci del controllo. Lui voleva fare a modo suo, io volevo fare a modo mio, e ovviamente è questo lo scopo della mia presenza. E sto dicendo 'Beh, perché sono qui se non sei pronto a provare a farlo nel modo in cui voglio farlo io?' Andavamo d'accordo, era solo una di quelle cose ridicole in cui semplicemente non funziona. Volevo che cambiassero, ma non l'hanno fatto."
Queste sessioni furono infine cancellate e la band ritornò al loro produttore precedente, Gordon Raphael. Gli Strokes ebbero esattamente solo tre mesi di tempo per registrare l'album. Il chitarrista Nick Valensi ha dichiarato che "l'album sarebbe venuto molto meglio se avessimo avuto un altro paio di settimane."

## Descrizione
L'opera seconda di Casablancas e soci li consacra al successo mondiale: 12:51, il primo singolo, abbandona le reminiscenze in salsa Velvet Underground per regalare ai fans un pezzo in perfetto stile 80's. Reptilia rimanda al gruppo di Lou Reed e ai Television.
You Talk Way Too Much ricorda vagamente I'm Waiting for My Man. I 5 hanno raffinato ciò che era già emerso su Is This It andando a definire un loro proprio stile, dimostrando che si può essere originali anche rielaborando le proprie influenze musicali.
Aprendo la confezione del disco, proprio dietro il cd, è possibile trovare la scritta "thank you", omaggio della band ai fan che hanno acquistato l'opera.

## Accoglienza
Room On Fire ha ricevuto recensioni generalmente positive dalla critica: sulla recensione che aggrega il sito Metacritic, attualmente ha un punteggio di 77 su 100 basato su 31 recensioni, che indica "recensioni generalmente favorevoli". Tuttavia, in generale, i recensori hanno trovato l'album troppo simile a Is This It.
Rob Mitchum di Pitchfork ha dato all'album un 8 su 10, ma ha dichiarato che la band "ha dato alla luce un gemello identico." Una recensione positiva da Rolling Stone ha detto che "i Strokes hanno resistito alla tentazione di dare una frenata, crescere e hanno cazzeggiato con un suono che non ha bisogno essere sistemato - ancora." La recensione ha anche dichiarato che "se vuoi comfort e chiarezza, sei sicuramente nella "stanza" (gioco di parole in inglese) sbagliata. Questo disco è stato costruito per l'eccitazione e la velocità."
Dan Tallis di BBC Music ha dato una recensione favorevole e ha detto, "Le band dovrebbero ritenersi fortunate a raggiungere tali vette anche solo una volta nella loro carriera. Ad ogni modo, hanno fatto tutto quello che potevano fare. Hanno fatto Is This It parte seconda. È più dello stesso è anche gli extra. E sono più che felice di accontentarmi di questo."
Ben Thompson del The Observer ha dato tutte e cinque le stelle e ha detto, "Questo è un sentimento che può essere ispirato solo da persone che traggono il massimo dall'opportunità di comunicare: tagliare i ponti con tutta la spazzatura che li circonda per fare una dichiarazione artistica chiara e memorabile. E che gli Strokes siano riusciti a fare una cosa del genere in questa fase della loro carriera, è - credo - un risultato che un significato profondo." Greg Milner di Spin gli ha dato un punteggio di otto su dieci e ha detto che la sua "somiglianza con il suo predecessore alla fine rivela una purezza di visione, non una carenza di nuove idee." Jenny Tatone di Neumu ha dato nove stelle su dieci e ha dichiarato: "Gli Strokes non fanno la musica più originale che tu abbia mai sentito, ma fanno qualcosa che è solo gli Strokes." Nella sua Consumer Guide, Robert Christgau ha dato all'album un punteggio di tre stelle ed una menzione di onore, scegliendo due canzoni dalla scaletta dell'album ("Between Love and Hate" e "What Ever Happened?") e affermando semplicemente, "Il narcisismo si ripete."
Tuttavia, non tutte le recensioni sono state positive. Raoul Hernandez di The Austin Chronicle ha dato all'album due stelle su cinque e ha dichiarato che "anche i cliché tiepidi... che hanno fatto vendere il debutto del quintetto notoriamente ignorantello di NYC non possono non strizzare un occhiolino." Iain Moffat di Playlouder diede all'album una sola stella e disse dei Strokes, "C'è poco dello scintillio pop che brillava attraverso artisti del calibro di 'The Modern Age' e 'Last Nite' anche quando - come con 'You Talk Way Too Much' - stanno riscrivendo materiale vecchio, e le voci di Julian sono, per essere schietto, orribili, suona a disagio per registrare e piuttosto compiacentemente nasale."
Nel 2013, Room On Fire è stato inserito al numero 360 nella lista dei 500 migliori album di tutti i tempi. Nel 2018, la BBC lo ha incluso nella loro lista di "album acclamati che nessuno ascolta più".

## Successo commerciale
L'album ha raggiunto la posizione numero quattro della Billboard 200 negli Stati Uniti, ed è stato successivamente certificato disco d'oro dalla RIAA nel dicembre 2003, e disco di platino per aver venduto oltre un milione di unità nel giugno 2021.

## Tracce
1. What Ever Happened?
2. Reptilia
3. Automatic Stop
4. 12:51
5. You Talk Way Too Much
6. Between Love and Hate
7. Meet Me In The Bathroom
8. Under Control
9. The Way It Is
10. The End Has No End
11. I Can't Win

## Formazione
- Julian Casablancas - voce
- Nick Valensi - chitarra
- Albert Hammond Jr. - chitarra
- Nikolai Fraiture - basso
- Fabrizio Moretti - batteria